# انقلاب مشروطه
انقلاب مشروطه یا انقلاب مشروطیت انقلاب و رویدادی اجتماعی-سیاسی در تاریخ ایران و بخشی از جنبش مشروطه ایران است. این انقلاب سبب تغییر نظام حکومتی ایران از مطلقه به مشروطه، تشکیل مجلس قانون‌گذاری و تدوین اولین قانون اساسی ایران شد. نخستین نشانه‌های این انقلاب، در زمان سلطنت مظفرالدین‌شاه و در اسفند ۱۲۸۳ آشکار شد که معترضان، بازار تهران را تعطیل کردند و در حرم عبدالعظیم بست نشستند. در آذر ۱۲۸۴ که حاکم تهران چند تاجر خوشنام را به بهانه گران شدن قیمت قند مجازات کرد، اعتراضات با رهبری سید محمد طباطبایی و سید عبدالله بهبهانی دامنه وسیعی پیدا کرد و مردم خواستار تشکیل عدالت‌خانه شدند. با قول مظفرالدین‌شاه مبنی بر توجه به خواسته‌های مردم، اعتراضات موقتاً فرونشست، اما در تیر ۱۲۸۵ مجدداً از سر گرفته شد؛ این بار جمعیتی ۱۴ هزار نفره در سفارت بریتانیا تجمع کردند و تا زمان صدور فرمان مشروطیت مبنی بر تشکیل مجلس شورای ملی، آنجا را ترک نکردند.
زمینه‌های فکری این تغییرات از سال‌ها قبل و به سبب آشنایی ایرانیان با پیشرفت‌های کشورهای غربی وجود داشت. اصلاحاتی که سه تن از صدر اعظم‌های شاهان قاجار؛ یعنی قائم مقام فراهانی، میرزا تقی خان فراهانی و میرزا حسین خان سپهسالار شروع کردند از نمودهای سیاسی این آگاهی‌ها بود. با این حال، این اصلاحات نیمه‌تمام رها شد. در مرحله بعد، کسانی مانند سید جمال‌الدین اسدآبادی و میرزا ملکم‌خان به آگاه‌سازی توده مردم پرداختند و جنبش‌هایی مانند جنبش تنباکو شکل گرفت که به عقیده احمد کسروی نخستین نشانه‌های «بیداری ایرانیان» بود. چاپ روزنامه‌ها و نشریات، انتشار کتاب، توسعه مدارس و توجه مردم به رویدادهای جهان از نشانه‌های این تحول فکری بود.
انقلاب مشروطه از ائتلاف گروه‌های مختلف سیاسی، مذهبی و صنفی شکل گرفته بود، اما ناهمگونی این ائتلاف، باعث شد که به تدریج تعارض‌هایی در بین این گروه‌ها به وجود آید و ماهیت مشروطه دچار کاستی‌هایی شود. با این حال، مجلس شورای ملی که در ۱۴ مهر ۱۲۸۵ افتتاح شد، در طول عمر بیست‌ماهه خود توانست تصمیمات و قانون‌های بی‌سابقه‌ای اتخاذ کند که از آن جمله می‌توان به محدود کردن اختیارات شاه، تشکیل انجمن‌های ایالتی و ولایتی، نظارت بر دریافت مالیات، موازنه بودجه و لغو واگذاری زمین‌های تیول اشاره کرد. انقلاب مشروطه ابعاد و تأثیرگذاری جهانی نیز داشت؛ چنان‌که به عقیده یک تحلیل‌گر، انقلاب ۱۹۰۸ ترکیه از آن الهام گرفت.

## پیش‌زمینه
پس از کشته شدن نادرشاه افشار، روند تنزل ایران شروع شد، در حالی که غرب دگرگونی‌های بزرگی را تجربه کرد؛ انقلاب فرانسه، پیروزی‌های ناپلئون بناپارت، جنبش توده‌ها، اختراعات جدید، پیشرفت‌های نظامی و غیره. در انگلستان، از اواخر قرن پانزدهم میلادی، وضع قوانین مستلزم تصویب در پارلمان این کشور بود. از ابتدای قرن نوزدهم اختیار نصب وزرا و تصدی نخست‌وزیری نیز به پارلمان سپرده شده بود. در فرانسه، در پی انقلابی که در سال ۱۷۹۹ به نتیجه رسیده بود، مفاهیمی مانند دموکراسی و ناسیونالیسم جایگزین سلطنت مطلقه شدند. فرانسه در اثر این پیشرفت‌ها به یکی از قدرت‌های بزرگ اروپایی تبدیل شده بود. در پی انقلاب صنعتی که اوایل قرن هجدهم در انگلستان و پس از آن در سایر کشورهای اروپایی روی داد، پیشرفت قابل ملاحظه‌ای در تولید و ارتباطات روی داد؛ ماشین به استخدام بشر درآمد و نیروهای جدیدی مانند زغال‌سنگ، بخار آب و الکتریسیته به خدمت گرفته شد. در این کشورها، توسعه اجتماعی، علمی و اقتصادی جلوه مشهودی در زندگی مردم بر جای گذاشت.
دو قدرت بزرگ دنیا — انگلیس و روسیه — در مرزهای شمالی و جنوبی ایران پدیدار شدند، اما در تمام جنگ‌هایی که در زمان زمامداری شاهان قاجار با این دولت‌ها درگرفت، سپاهیان ایران شکست خوردند و ایران بخش‌هایی از سرزمین خود را از دست داد. اگر چه اصلاحاتی به دست برخی نخست‌وزیران قاجار، مانند قائم مقام فراهانی، امیرکبیر و حسین سپهسالار شروع شد، اما این اصلاحات هم با برکناری آنها راه به جایی نبرد. در مرحله بعد، متفکرانی مانند سید جمال‌الدین اسدآبادی و میرزا ملکم‌خان به روشنگری توده مردم پرداختند و بالأخره جنبش‌هایی مانند جنبش تنباکو به عنوان اولین نشانه‌های بیداری ایرانیان پدیدار شد. احمد کسروی چاپ روزنامه و نشریات، انتشار کتاب‌هایی مانند آثار عبدالرحیم طالبوف و زین‌العابدین مراغه‌ای، توسعه مدارس و علاقه‌مندی مردم به رویدادهای جهان را نشانه‌های این تحول فکری برمی‌شمارد. ادوارد براون، ناظم‌الاسلام کرمانی و کسروی منشأ مشروطه را «بیداری ایرانیان»، یعنی وقوف آنها به عقب‌ماندگی، ضعف در برابر کشورهای پیشرفته، و اعتراض به حکومت دانسته‌اند.
تحصیل ایرانیان در اروپا، از دوران عباس میرزا و قائم مقام فراهانی، شروع شد. ایرانیانی که به اروپا رفتند، اولین ایرانیانی بودند که با افکار آزادی‌خواهی و اصول حکومت ملی آشنا شدند. با توسعه روابط خارجی ایران با کشورهای اروپایی، افراد مختلفی به کشورهای خارجی سفر کردند و پیشرفت‌های این کشورها را از نزدیک مشاهده کردند. آنها در سفرنامه‌ها و یادداشت‌ها شرح مشاهدات خود را نوشتند. علاوه بر کشورهای اروپایی، عثمانی نیز زمینه آشنایی ایرانیان با مشروطه را فراهم کرد. مسائل و معضلات دولت عثمانی و ایران شبیه بود اما تحول در این کشور بسیار پیشتر از ایران آغاز شده بود. در پی نهضت تنظیمات، جنبش مشروطه‌خواهی عثمانی از سال ۱۸۷۶ میلادی شروع شد و علاوه بر بازرگانان و منورالفکران ایرانی که با سفر به عثمانی تحت تاثیرِ آن قرار گرفتند، بعضی از رجال سیاسی و مذهبی نیز نسبت به ایجاد تحولات اجتماعی و سیاسی ترغیب شدند. با گسترش انجمن‌های مخفی، اعضای این انجمن‌ها آثار و نوشته‌های انتقادی در مورد ایران را که ایرانیان خارج رفته نوشته بودند، خواندند و بنیانی برای آگاهی ایرانیانی که خارج نرفته بودند نیز فراهم شد. مکتوبات آخوندزاده، مجموعه مقالات میرزا آقاخان کرمانی، سیاحت‌نامه ابراهیم‌بیگ و نسخه ترجمه‌شده سرگذشت حاجی بابا اصفهانی از جمله این آثار بودند.
وقوع انقلاب ۱۹۰۵ در روسیه نیز از رویدادهای متاخرتری بود که می‌توان آن را از زمینه‌های وقوع انقلاب مشروطه دانست. حسن تقی‌زاده، سسیل اسپرینگ رایس (سفیر انگلیس در ایران)، ایوان آلکسیوویچ زینوویف (دیپلمات روس) و ادوارد براون از جمله افرادی هستند که بر ارتباط انقلاب ۱۹۰۵ روسیه و انقلاب مشروطه ایران تأکید کرده‌اند. تأثیر این انقلاب بر منطقه قفقاز روشن و عمیق بود و ایرانیانی که برای کار یا تجارت به این منطقه رفت و آمد داشتند، با آگاهی و روابطی که در آنجا به دست آوردند، توانستند در انقلاب مشروطه نقش‌آفرین باشند؛ چنان‌که در سال‌های بعد، انقلابیون گرجی، آذری و ارمنی هم به کمک به مشروطه‌خواهان ایرانی آمدند.

مظفرالدین شاه در اروپا

سال‌های پس از ۱۲۷۰ خورشیدی، برای حکومت ایران، سال‌های تشدید مشکلات اقتصادی بود. از یک سو تورم شدید باعث کاهش ارزش مالیات بر زمین شد و از سوی دیگر کاهش ارزش جهانیِ نقره، ارزش قران در برابر پوند استرلینگ را به شدت کاهش داد. این مشکلات، دربار ایران را وادار کرد که در سال‌های ۱۲۷۹ و ۱۲۸۱ به ترتیب دو میلیون و یک میلیون پوند از دولت روسیه وام بگیرد. پادشاهی ایران که در پی افزایش درآمدهای خود بود، با استخدام ژوزف نوز توانست درآمدهای گمرکی خود را از ۲۰۰ هزار پوند استرلینگ در سال ۱۲۷۷ به ۶۰۰ هزار پوند در سال ۱۲۸۳ افزایش دهد. در سال ۱۲۸۴ خورشیدی، بحران اقتصادی، ایران را فرا گرفت. شیوع وبا، برداشت بدِ محصولات کشاورزی و از رونق افتادنِ تجارت در مناطق شمالی به دلیل وقوع جنگ روسیه و ژاپن و متعاقب آن، انقلاب روسیه، زمینه‌ساز این بحران بود. قیمت مواد غذایی به سرعت افزایش یافت؛ چنان‌که در شهرهای تهران، تبریز، رشت و مشهد، در سه‌ماههٔ نخست این سال، قند و شکر ۳۳ درصد و گندم ۹۰ درصد گران‌تر شد، درآمد گمرک کاهش یافت و با درخواست‌های دولت برای دریافت وام‌های جدید موافقت نشد. دولت ناچار شد تعرفه‌های وضع‌شده بر بازرگانان را افزایش دهد و بازپرداخت دیون محلی را به تعویق اندازد. این نابسامانی‌ها، به نارضایتی مردم و اعتراض عمومی منجر شد.

## تجمعات و اعتراضات اولیه

ژوزف نوز با عبا و عمامه در میهمانی بالماسکه خارجی‌های مقیم ایران؛ عکسی که خشم معترضان را برانگیخت.

یکی از اولین نمودهای عمومی نارضایتی عمومی، راهپیمایی آرام حدود ۲۰۰ نفر از بازاریان در اسفند ۱۲۸۳، در جریان عزاداری ماه محرم بود. سید عبدالله بهبهانی، روحانی با نفوذ تهران، تصاویری از ژوزف نوز به عزاداران نشان داد که در مراسم بالماسکه لباس روحانیان را پوشیده بود. این تصاویر، خشم آنها را برانگیخت. معترضان، خواستار عزل ژوزف نوز شدند. در فروردین، بازار تهران بسته شد و گروهی از مردم به سوی حرم شاه عبدالعظیم رفتند و بست نشستند.
مظفرالدین‌شاه در آن موقع عازم سفری به اروپا بود. عین‌الدوله، صدر اعظم، که در برقراری نظم سختگیر بود و با روحانیان و افراد صاحب نفوذ برخورد تند و خشنی داشت، از محبوبیت چندانی برخوردار نبود و محمدعلی میرزا، ولیعهد، که با عین‌الدوله اختلاف داشت، جانب معترضان را گرفت و قول داد بعد از بازگشت شاه، اخراج نوز را شخصاً پیگیری کند. این اعتراضات، پس از دو هفته و با قول برکناری نوز، بازپرداخت بدهی‌ها و تشکیل کمیته‌ای متشکل از تجار در وزارت تجارت پس از بازگشت از سفر اروپا، پایان یافت. اما این وعده‌ها هیچگاه عملی نشد.
در اردیبهشت ۱۲۸۴، ۵۷ نفر از منورالفکران در جلسه‌ای مخفی در حومه تهران در انجمن باغ میکده گرد آمدند و کمیته‌ای برای جایگزینی حکومت استبدادی با حکومت دموکراتیک تشکیل دادند. این کمیته تصمیم گرفت مخفیانه جزوه‌هایی برای دفاع از اصلاحات سیاسی و اجتماعی چاپ و توزیع کند، کتاب‌های تاریخ انقلاب‌های مهم اروپایی را به فارسی برگرداند و با مطبوعات اروپایی در مورد ضرورت اصلاحات در ایران گفتگو کنند. اعضای کمیته تصمیم گرفتند با افراد بانفوذ یا قدرتمند مانند شاهزادگان و روحانیان وارد گفتگو شوند و نظر آنها را در مورد اصلاحات جلب کنند و در صورت امکان، آنها را به عضویت کمیته درآورند. نُه نفر به عضویت هسته این کمیته درآمدند که سه نفر از آنها (ملک ملک‌المتکلمین، یحیی دولت‌آبادی و جمال‌الدین واعظ) دارای گرایش ازلی بودند. اما از همه اعضا خواسته شده بود برای جلوگیری از بروز اختلاف در نیروهای مخالف استبداد، با قوانین شریعت اسلام مخالفت نکنند و در مجالس مذهبی غیراسلامی حضور نیابند. محمدرضا مساوات، سلیمان میکده و شیخ‌الرئیس قاجار هم در این هسته عضویت داشتند. تعدادی از اعضای این انجمن، مأموریت یافتند تا با سفر به عراق، پشتیبانی مراجع تقلید نجف را جلب کنند. البته پیش از آن نیز، در اسفند ۱۲۸۳، انجمنی با عنوان کمیته مخفی تأسیس شده بود که نیروهای مذهبی اصلاح‌طلب مورد حمایت سید محمد طباطبایی، از جمله ناظم‌الاسلام کرمانی در آن عضویت داشتند.

## مهاجرت صغری و بست‌نشینی در حرم شاه‌عبدالعظیم
در ۲۱ آذر ۱۲۸۴ علاءالدوله، حاکم تهران، در تلاش برای پایین آوردن قیمت شکر، دو تن از تاجران خوشنام را فلک کرد. یکی از این دو نفر، تاجر ۷۹ ساله‌ای بود که هزینهٔ تعمیر بازار مرکزی تهران و هزینهٔ ساخت سه مسجد را تقبل کرده بود. با انتشار این خبر در روز ۲۲ آذر، صاحبان کسب و کار، مغازه‌ها و کارگاه‌ها را تعطیل کردند و در مسجد شاه گرد آمدند. در هنگام سخنرانی سید جمال‌الدین واعظ، طرفداران ابوالقاسم امام جمعه به تجمع‌کنندگان حمله کردند و مجلس را برهم زدند. امام جمعه، سید جمال واعظ را بابی خواند و سخنان او را توهین به شاه دانست؛ او یکی از واعظان تندرو اصفهان و از نویسندگان کتاب رؤیای صادقه بود که به اتهام بابی‌گری از اصفهان اخراج شده بود. امام جمعه از این موضوع اطلاع داشت و از آن برای برهم زدن سخنرانی سید جمال استفاده کرد. دو روز بعد، دو هزار تن از کسبه و طلاب به رهبری سید محمد طباطبایی و سید عبدالله بهبهانی در حرم شاه عبدالعظیم بست نشستند و خواسته‌های خود را چنین اعلام کردند: برکناری حاکم تهران، برکناری نوز، اجرای شریعت. تهرانی خواسته‌های معترضان را هشت مورد گزارش کرده‌است: «اول عزل علاءالدوله از حکومت طهران، دوم عودت میرزا محمدرضای کرمانی از رفسنجان به کرمان، سوم عزل مسیو نوز، چهارم الغای امتیاز اصغر گاریچی از راه قم، پنجم برگرداندن تولیت مدرسه مروی به آشتیانی، ششم عودت موقوفاتی که توقیف از طرف شده به متصدیان اولیه، هفتم موقوف کردن تومان ده‌شاهی کسر از مواجب و مستمریات، هشتم معدلت‌خانه (عدالت‌خانه) که مرجع تظلم عمومی باشد.» در آن زمان «عدالتخانه»، مفهوم دقیقی نداشت و به واسطه تلاش‌های ملکم خان برای انجام اصلاحات متداول شده بود.

### حامیان
دو نفر از شاهزادگان قاجار که سودای پادشاهی در سر داشتند، از بست‌نشینان حمایت کردند؛ یکی سالارالدوله، پسر دوم مظفرالدین‌شاه و دیگری محمدعلی میرزا، ولیعهد، که نسبت به عین‌الدوله بی‌اعتماد بود. دو گروه از بلندپایگان حکومتی نیز این حرکت را تقویت کردند؛ یکی وابستگان امین‌السلطان، نخست‌وزیر برکنار شده و تبعیدی و دیگری گروهی از صاحب‌منصبان اصلاح‌طلب مانند نصرالله مشیرالدوله و فرزندانش حسن و حسین پیرنیا، مرتضی‌قلی صنیع‌الدوله، مهدی‌قلی هدایت (مخبرالسلطنه)، جواد سعدالدوله و ابوالقاسم ناصرالملک.

### واکنش حکومت
دولت در ابتدا با خواسته‌های معترضان مخالفت ورزید و سعی کرد اعتصاب را در هم بشکند. اما سرانجام، پس از یک ماه تسلیم شد و معترضان در بازگشت به تهران، با استقبال جمعیت زیادی مواجه شدند که شعار می‌دادند «زنده باد ملت ایران». ناظم‌الاسلام کرمانی در خاطرات خود نوشته‌است که عبارت «ملت ایران» را تا پیش از آن در تهران نشنیده بود. مظفرالدین‌شاه، حاکم تهران را عزل کرد و در دست‌خطی، فرمان تأسیس عدالت‌خانه را صادر کرد؛ «تأسیس عدالتخانه دولتی برای اجرای احکام شرع و قانون معدلت اسلامیه که عبارت از تعیین حدود و احکام شریعت مطهر است.» در پی این دستور، کمیسیونی برای تأسیس عدالت‌خانه تشکیل شد. اما اعضای آن در خصوص مبنا قرار دادن اصول شرع یا قوانین اروپایی اختلاف نظر داشتند و دولت هم التزامی به دستخط شاه از خود نشان نمی‌داد؛ بنابراین طی چهار ماه، هیچ اقدام جدی در این خصوص صورت نگرفت. در این کمیسیون بود که احتشام‌السلطنه، نخستین بار پیشنهاد تشکیل مجلس شورای ملی را به صورت علنی مطرح کرد.
عین‌الدوله، صدراعظم وقت، تلاش کرد که با ترفندهای مختلف، اتحاد ایجادشده بین مخالفان را از بین ببرد؛ از یک سو در طول محرم و صفر در زمستان ۱۲۸۴ و بهار ۱۲۸۵، سعی کرد با برپایی جلسات عزاداری و روضه‌خوانی، دل علمای تهران را به دست بیاورد و در این راه تا حدی هم موفق بود؛ چنان‌که علی‌اکبر بروجردی، روحانی سنتی تهران از او حمایت کرد و در نامه‌ای به علمای نجف نوشت که حجج اسلام در تهران «از عدالت‌خانه متنفر می‌باشند و یقین دارند که اگر عدالت‌خانه‌ای در ایران تأسیس شود، درب خانه علما بسته خواهد شد.» از سوی دیگر با نزدیک شدن به احتشام‌السلطنه، وزیر خارجه وقت، به یحیی دولت‌آبادی و ملک‌المتکلمین پیشنهاد مصالحه داد که از تأسیس عدالت‌خانه حمایت خواهد کرد، مشروط بر آن که علمای با نفوذ و به خصوص بهبهانی که از امین‌السلطان، صدر اعظم سابق حمایت می‌کرد، از ائتلاف کنار گذاشته شود.

## مهاجرت کبری به قم
پس از فرو نشستن اعتراضات، حکومت بازداشت و تبعید رهبران و حامیان تحصن را شروع کرد. احتشام‌السلطنه به سرحدات غربی و سید جمال‌الدین واعظ به مشهد تبعید شدند. مجدالاسلام کرمانی، سردبیر مجله ادب دستگیر شد و شیخ‌الرئیس قاجار که حکم دستگیری‌اش را عین‌الدوله صادر کرده بود، به اتکای نفوذی که در خاندان قاجار داشت، از دستگیری مصون ماند. ملک‌المتکلمین در مسجد جمعه بست نشست و طباطبایی و بهبهانی به همراه هزار نفر از طرفدارانشان به او ملحق شدند. ناتوانی شاه در تأسیس عدالتخانه و برکناری نوز، زمینهٔ شروع دوبارهٔ اعتراضات را فراهم کرده بود. در ۲۰ تیر سال ۱۲۸۵، یکی از واعظان  که در بین مردم دارای محبوبیت بود و داشت علیه دولت سخنرانی می‌کرد، به دستور صدر اعظم دستگیر شد و قرار بود که تبعید شود. در اعتراض به این دستگیری، گروهی از طلاب در محل حبس وی گرد آمدند و در پی درگیری‌هایی که پیش آمد، یکی از طلاب به ضرب گلوله کشته شد. جامه خونین او بر سر یک تیر چوبی در سطح شهر گردانده شد و التهاب شهر بیشتر شد. روز بعد، در حالی که جمعیت زیادی از تجار، اصناف و طلاب برای تشییع پیکر وی از بازار به‌سوی مسجد جامع در حال حرکت بودند، درگیری دیگری بین قزاق‌ها و معترضان رخ داد و محمدولی خان سپهدار تنکابنی که آن موقع لقب نصر السلطنه داشت و مأمور حفظ امنیت پایتخت بود، به نیروهای خود دستور داد به‌سمت تظاهرکنندگان شلیک کنند. بنا به گفتهٔ آبراهامیان، ۲۲ نفر کشته و بیش از ۱۰۰ نفر زخمی شدند. تعداد کشته‌های این روز را آفاری ۱۰۰ نفر نوشته‌است.
در پی این خشونت‌ها، طباطبایی، بهبهانی و دیگر شخصیت‌های مذهبی تهران به شاه نامه نوشتند و خواستند یا فوراً عدالت‌خانه را تأسیس کند یا اجازه دهد آنها تهران را ترک کنند. گروهی از زنان تهران نیز با پیوستن به اعتراضات، سربازان شاه را مسخره و نفرین می‌کردند. تحصن در حرم عبدالعظیم و در قم ادامه یافت و حتی شیخ فضل‌الله نوری که تأکید داشت مفاهیمی مانند آزادی و برابری باید از خواسته‌های معترضان حذف شود، به معترضان در قم پیوست.

## بست‌نشینی در سفارت انگلیس

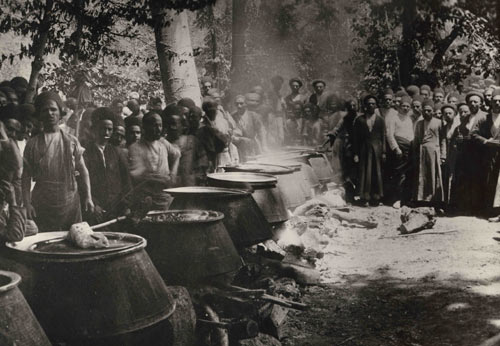
آتشی که در باغ سفارت بریتانیا برپا شده بود تا غذای بست‌نشینان را طبخ کند. هزینه‌ها را چند تاجر تهرانی تأمین می‌کردند.

تصویری که در یکی از نشریات دوران انقلاب منتشر شد. در سمت راست تصویر، زنان خطاب به مردان می‌گویند: «اگر خسته شدید، عقب بروید تا ما زنها این درخت را از ریشه بکَنیم.»

از آنجا که معترضان از سرکوب گسترده اعتراضات می‌ترسیدند، طی نامه‌نگاری با منشی سفارت بریتانیا در تهران، از او خواستند اجازه دهد که در باغ آن سفارت متحصن شوند، چون امکان توسل مأموران حکومت به خشونت برای پراکنده کردن جمعیت، کم می‌شد. نخستین نامه را بهبهانی و چند عضو انجمن‌های مخفی در ۱۸ تیر نوشتند و پاسخ مثبت دریافت نکردند. اما در پاسخ به نامه بعدی در ۲۷ تیر، اعلام شد مشروط بر آن که سفارت به اشغال معترضان درنیاید، در صورت بست‌نشینی، اقدامی برای بیرون راندن معترضان صورت نخواهد گرفت. شب بعد، پنجاه نفر از تاجران و روحانیان در باغ قلهک در سفارت بریتانیا بست نشستند.
انگلستان که در سال‌های قبل به واسطه امتیازاتی که از حکومت قاجار گرفته بود، رو در روی مردم ایران قرار گرفته بود، تلاش می‌کرد وجهه خود را از طریق برقراری ارتباط خوب با مشروطه‌خواهان بهبود دهد. حکومت این کشور، پادشاهی مشروطه بود و به همین دلیل می‌توانست طرف اعتماد مشروطه‌خواهان قرار گیرد. از سوی دیگر، روسیه که از نظر نفوذ در ایران در مقایسه با رقیب خود، انگلستان، دست بالا را پیدا کرده بود، در آن زمان درگیر مشکلات جدی، از جمله جنگ با ژاپن و انقلاب داخلی شده بود؛ بنابراین انگلستان با استقرار بست‌نشینان در محوطه سفارت خود در تهران موافقت نمود.
تعداد بست‌نشینان به‌سرعت زیاد شد، چنان‌که سفیر وقت انگلیس در یادداشتی به وزارت خارجه این کشور، شمار این عده را بیش از ۱۴ هزار نفر اعلام کرد. تارخ ایران کمبریج نیز تعداد متحصنان را بین ۱۲ تا ۱۴ هزار نفر ذکر کرده‌است. ناظم الاسلام می‌گوید که با پیوستن دانشجویان دارالفنون به بست‌نشینان، سخنرانی‌های متعددی در مورد نظام‌های مشروطه در اروپا انجام می‌شد و این تجمع به یک مدرسهٔ باز علوم سیاسی تبدیل شد. چند هزار نفر از زنان تهران در بیرون از سفارت تظاهرات کردند و خواستند که به جمع متحصنان بپیوندند، اما مقامات سفارت با درخواست آنان موافقت نکردند.
سازماندهی جمعیت بست‌نشینان در سفارت انگلیس را کمیته‌ای مرکب از بزرگان اصناف بر عهده داشت. این کمیته محل استقرار اصناف مختلف را تعیین می‌کرد و بر ورود تازه‌واردان به جمع متحصنان، نظارت داشت. کمیته، به‌منظور حفظ نظم و مراقبت از اموال، ضوابطی را تعیین کرده بود. در پی توصیهٔ اعضایی که تحصیلات جدید داشتند، کمیته، تأسیس مجلس شورای ملی را جایگزین خواستهٔ اولیهٔ معترضان مبنی بر تأسیس عدالتخانه کرد.
در محوطه باغ سفارت انگلیس، هر صنف چادر مخصوص خود را برپا کرده بود و غذای معترضان به صورت متمرکز و مشترک پخت می‌شد. بیشتر هزینه‌ها را گروهی از بازرگانان تهران از جمله محمدحسن امین‌الضرب، محمد معین‌التجار بوشهری، محمداسماعیل آقاتبریزی و ارباب جمشید تأمین می‌کردند.
این تحصن به مدت بیست و سه شبانه‌روز ادامه داشت؛ از ۲۸ تیر تا ۱۹ مرداد ۱۲۸۵. به گفته آفاری، مظفرالدین‌شاه پس از مداخله کردن محمدعلی میرزا، ولیعهد، عاقبت تسلیم شد و در ۷ تیر ۱۲۸۵ عین‌الدوله را برکنار کرد. صدراعظم جدید، مشیرالدوله، از روحانیانی که به قم مهاجرت کرده بودند، درخواست کرد که به تهران برگردند، اما آنها برخاسته جدید خود مبنی بر تأسیس مجلس شورای ملی متشکل از وکلای همه قشرهای مردم پافشاری می‌کردند. این خواسته جدید، جایگزین خواسته مبهمِ «تأسیس عدالت‌خانه» شده بود.

## سرانجام و پیامدها

### صدور فرمان مشروطیت

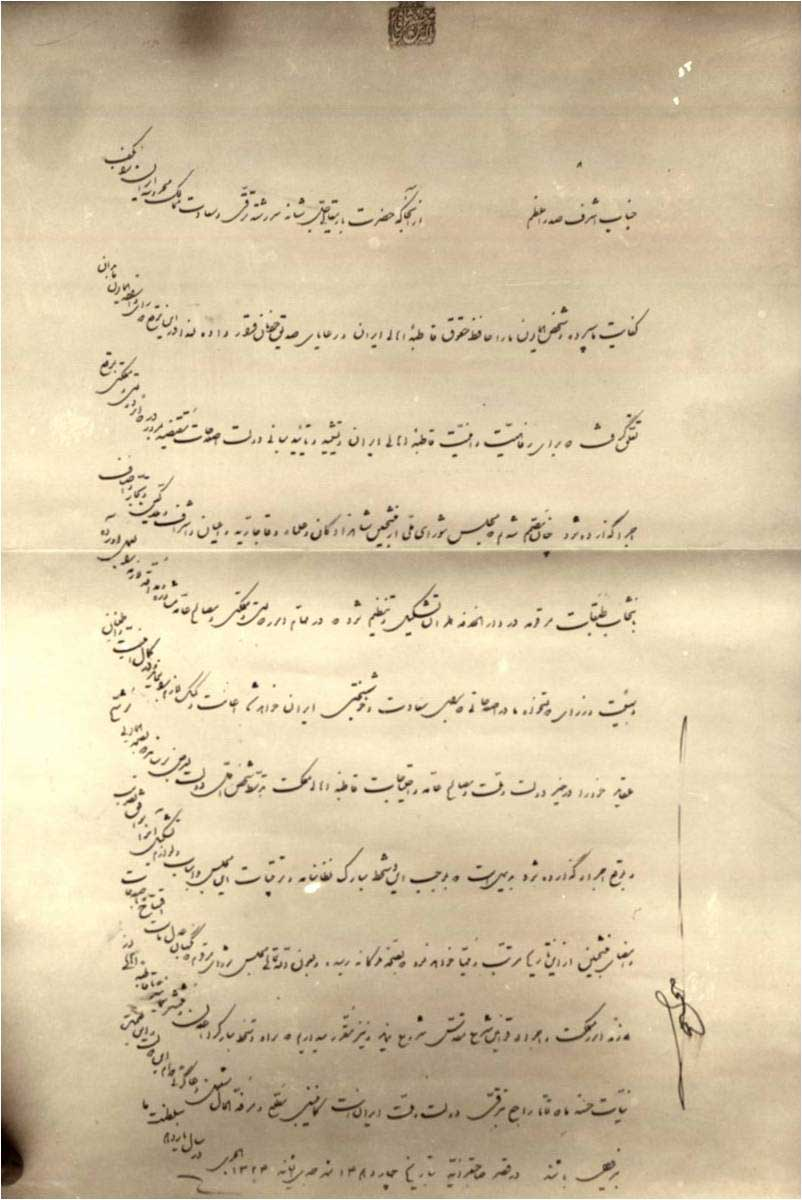
فرمان مشروطیت

در تاریخ ۱۳ مرداد ۱۲۸۵، حکم مظفرالدین‌شاه مبنی بر تشکیل مجلس صادر شد. اما ملّیون آن را نپذیرفتند، چون نامی از «ملت» در آن نیامده بود. در روز بعد، فرمان دیگری صادر شد که در آن عبارت «افراد ملت» آمده بود، اما عبارت «مجلس شورای اسلامی» درج شده بود. این فرمان هم مورد انتقاد قرار گرفت و مشروطه‌خواهان اصرار بر تشکیل «مجلس شورای ملی» داشتند. سرانجام در ۱۸ مرداد، شاه با تشکیل آن موافقت کرد، اما تاریخ رسمی فرمان را همان ۱۳ مرداد نوشتند که سالروز تولد شاه بود. به این ترتیب مجلسی برای تدوین نخستین قانون اساسی ایران تشکیل شد و قانون اساسی را تصویب کرد که در ۹ دی همان سال به امضای مظفرالدین‌شاه رسید.

### تشکیل مجلس شورای ملی
نظام‌نامهٔ انتخابات مجلس شورای ملی در ۱۰ شهریور ۱۲۸۵ به تصویب مجلس عمومی آزاد رسید. بر این اساس شمار نمایندگان برابر با ۱۵۶ نفر تعیین شد که شصت نفر از آنها از تهران و مابقی از ایالات و ولایات به آن راه می‌یافتند. مجلس اختیار داشت که تعداد نمایندگان را تا ۲۰۰ نفر افزایش دهد. مجلس با انتخاب نمایندگان تهران شروع به کار می‌کرد و انتخاب سایر نمایندگان نیز در طول حیات مجلس صورت می‌گرفت. نمایندگان مجلس بر اساس طبقات اجتماعی انتخاب می‌شدند؛ یعنی هر طبقه اجتماعی نمایندگان خودشان را انتخاب می‌کردند. بر اساس نظام‌نامه، این طبقات عبارت بودند از: «شاهزادگان»، «اعیان و اشراف»، «علما و طلاب»، «تجار»، «ملاکین و فلاحین» و «اصناف».
مجلس شورای ملی در ۱۴ مهر ۱۲۸۵ افتتاح شد. این مجلس در طول عمر بیست‌ماهه خود، توانست تصمیماتی بگیرد و قانون‌هایی وضع کند؛ از جمله محدود کردن اختیارات شاه، تشکیل انجمن‌های ایالتی و ولایتی، نظارت بر دریافت مالیات، موازنه بودجه و لغو واگذاری زمین‌های تیول. این مجلس علیه مداخله دولت‌های اروپایی موضع‌گیری کرد و با استقراض چهارصد هزار پوند استرلینگ مخالفت نمود. بر اساس پژوهشی که نادری رمضان آباد منتشر کرده‌است، مبلغ این وام بالغ بر ۲۰ کرور تومان بود و با مذاکراتی که مشیرالدوله انجام داده بود، قرار شده بود دو دولت انگلیس و روسیه، آن را با بهره هفت درصد در اختیار دولت ایران قرار دهند تا دولت ایران تحت نظر این دو دولت آن را هزینه نماید و در ازای آن گمرک شمال و پستخانه و تلگراف‌خانه جنوب به عنوان وثیقه قرار گیرد.

### تدوین قانون اساسی
نمایندگان مجلس شورای ملی در اولین دستور خود پس از افتتاح مجلس، تدوین پیش‌نویس قانون اساسی را با الگو قرار دادن قانون اساسی بلژیک و فرانسه آغاز کردند. نمایندگان مجلس می‌دانستند که محمدعلی میرزا، ولیعهد، مخالف مشروطه است و اگر به پادشاهی برسد، کار امضای قانون اساسی دشوار خواهد شد؛ بنابراین شتاب می‌کردند که تا پادشاهِ بیمار هنوز زنده است، کار را تمام کنند. آنها تلاش کردند این متن را به گونه‌ای تنظیم کنند که برای شاه ناخوشایند و حقارت‌آمیز نباشد؛ بنابراین برخی از اصول آن شفاف نوشته نشد. در این قانون، از حقوق مردم سخن گفته نشد و جایگاه شاه و وزیران و وظایف آنان در مقابل مجلس مبهم باقی ماند. بر اساس این قانون، هر عهدنامه‌ای بدون تصویب در مجلس اعتبار نداشت و مجلس تنها مرجع قانون‌گذاری در کشور شناخته می‌شد. مظفرالدین‌شاه، نهایتاً در تاریخ ۸ دی ۱۲۸۵ قانون اساسی را امضا کرد، اما پنج روز بعد درگذشت و فرزندش محمدعلی شاه بر تخت نشست. اما با آشکار شدن کاستی‌های موجود در قانون اساسی، مجلس بر آن شد که برای قانون اساسی متممی تهیه کند که علت کشمکش‌های بعدی شد.
قانون اساسی مشروطه تصادم مستقیم یا غیرمستقیمی با مسائل فقهی و شرعی نداشت اما متمم قانون اساسی، دربردارنده اصولی بود که از دیدگاه بعضی از روحانیان، با شریعت اسلام تضاد داشت. شیخ فضل‌الله نوری از جمله این مخالفان بود که علاوه بر این که قانون‌گذاری توسط بشر را ناقض احکام شریعت می‌دانست، به‌صورت ویژه با اصول آزادی (اصل هشتم) و برابری (اصل بیستم) متمم قانون اساسی مخالفت می‌کرد. در نهایت با اصرار شیخ فضل‌الله، بندی به متمم قانون اساسی افزوده شد که بر اساس آن شورایی مرکب از پنج مجتهد اختیار وتو کردن مصوبات مجلس را پیدا کرد تا هیچ قانونی برخلاف شرع اسلام به تصویب نرسد.
تصویب متمم قانون اساسی، اختلاف اصلی شاه و مجلس هم بود. مجلس با الگوبرداری از قانون اساسی بلژیک، بندهایی به قانون اساسی اضافه کرد که اختیارات شاه را به شدت محدود می‌کرد و در مقابل به مجلس اختیارات وسیعی می‌داد؛ از جمله عزل نخست‌وزیر یا هر یک از وزیران و تصویب سالیانهٔ همهٔ هزینه‌های نظامی. شاه از امضای آن سر باز زد و بر مبنای قانون اساسی آلمان، اصلاحات دیگری را پیشنهاد داد که که مخالفت جدی مردم درنقاط مختلف ایران، از جمله تهران، تبریز، کرمان، کرمانشاه، اصفهان، شیراز، مشهد، رشت و بندر انزلی را به همراه داشت و در نهایت به عقب‌نشینی شاه منجر شد.

### کودتا
در ۹ اسفند ۱۲۸۶، هنگامی که محمدعلی شاه در حال عبور از خیابان‌های تهران بود، دو بمب دستی به سمت اتومبیل شاه پرتاب شد. اما شاه آسیبی ندید. به دستور شاه، چند نفر از مظنونان دستگیر و در کاخ گلستان زندانی و بازجویی شدند. اما چند نفر از نمایندگان مجلس آن را مصداق دخالت در امور اجرایی کشور دانستند. در پی بروز بحران سیاسی، احتشام‌السلطنه در اواخر فروردین ۱۲۸۷ از ریاست مجلس و نظام‌السلطنه در ۱۲ اردیبهشت از ریاست دولت کناره‌گیری کردند. شاه، بدون در نظر گرفتن نظر مجلس، احمد مشیرالسلطنه را مأمور تشکیل کابینه کرد. پس از این وقایع، جلسات مجلس به‌طور نامنظم برگزار می‌شد. در ۱۴ خرداد ۱۲۸۷ محمدعلی شاه به باغشاه رفت که استحکامات نظامی مناسبی داشت. در روز دوم تیر ۱۲۸۷ نیروهای نظامی و عراده‌های توپ به سمت مجلس حرکت کردند و در نهایت درگیری شروع شد. بهانه اصلی این لشکرکشی، پناهنده شدن چند نفر از روزنامه‌نگاران و واعظان مشروطه‌خواه بود که انتقادات تندی متوجه شاه کرده بودند. با پیروزی قوای دولتی، نیروهای مشروطه‌خواه تحت تعقیب قرار گرفتند و شاه با انتشار بیانیه‌ای مجلس را منحل کرد و البته وعده داد که در آینده، مجلسی با همان کیفیت سابق تشکیل دهد. این وعده را مشروطه‌خواهان باور نکردند و با مقاومت‌هایی که در تبریز، اصفهان و گیلان صورت گرفت و در پی پیروزی آنان در فتح تهران، نهایتاً محمدعلی شاه از سلطنت خلع و حکومت مشروطه احیا شد.

## تحلیل‌ها
محمد امیر شیخ‌نوری، استاد دانشگاه در رشته تاریخ، انقلاب مشروطه را دارای ابعاد و تأثیرگذاری جهانی می‌داند؛ چنان‌که به عقیده او، انقلاب مشروطه ایران، الهام‌بخش انقلاب ۱۹۰۸ ترکیه بوده‌است.
انقلاب مشروطه از ائتلاف گروه‌های مختلف سیاسی، مذهبی و صنفی شکل گرفته بود اما ناهمگونی این ائتلاف، باعث شد که به تدریج تعارض‌هایی در بین این گروه‌ها به وجود آید و ماهیت مشروطه دچار کاستی‌هایی شود؛ محافظه‌کاری آرام‌آرام بر مجلس حاکم شد و نمایندگان شور و حرارت آزادی‌خواهی اولیه را رها کردند. اگرچه نیروهای دولت و دربار به‌طور پیوسته سعی در تضعیف مجلس داشتند، اما به اعتقاد کسروی، علت اصلی از دست رفتن صلابت مجلس، ضعف خود نمایندگان بود که از روحیه آزادی‌خواهی و استقلال کافی برخوردار نبودند؛ چنان‌که برخی از آنها با دربار رفت و آمد پیدا کردند و اخبار مجلس را به دربار می‌رساندند و بعضی هم با دولت‌های خارجی ارتباط گرفتند. نمایندگان نتوانستند تدارکات لازم برای مقابله با اقدامات خشونت‌آمیز احتمالی طرفداران شاه در آینده را فراهم کنند یا در بزنگاه‌های مهم تاریخی تصمیم‌گیری قاطعی داشته باشند.
روسیه از ابتدای شکل‌گیری انقلاب مشروطه صریحاً با آن مخالفت کرد و تنها به دلیل درگیری با مسائل داخلی (انقلاب) و خارجی (جنگ با ژاپن) نتوانست مانع جدی در پیروزی انقلاب ایجاد کند. در مقابل، انگلیس رویکردی دوگانه اتخاذ کرد؛ چنان‌که تسهیل اعتصاب عمومی سال ۱۲۸۵ و مهیا کردن شرایط بست‌نشینی در سفارت این کشور در ایران، اقدام مثبتی تلقی می‌شود اما در برابرِ اقدامات خصمانه‌ای که روسیه در ادامه علیه این جریان شکل می‌داد، نقشی حمایت‌گر و حتی بی‌طرفانه ایفا نکرد. به گفتهٔ ادوارد براون، مردم ایران در آن دوران معتقد بودند که هدف واقعی بریتانیا، جلوگیری از رواج افکار آزادی‌خواهانه در آسیا بود چون می‌ترسید این افکار به کشورهای تحت استعمار خود در منطقه؛ یعنی مصر و هندوستان رخنه کند و اسباب دردسر این کشور را ایجاد کند.
به عقیده احمد فردید، در جریان انقلاب مشروطه، «تاریخ زهواردررفته و ممسوخ غربی» به نام «ترقی‌خواهی و تجددطلبی» توسط «منورالفکران و مقلدان بی‌سواد» وارد ایران شد و گسترش پیدا کرد. جلال آل احمد نیز آن را «جنجال مشروطه» و «بلوای مشروطه» می‌خواند و معتقد است این جنجال به عقد قرارداد دارسی و واگذاری امتیاز نفت ایران در سال ۱۹۰۱ میلادی مربوط است.
در روز ۵ مرداد ۱۲۸۵، نشریه لوتام، از پرمخاطب‌ترین نشریات فرانسه، در گزارشی با تیتر «بیداری ایرانیان» به تأثیر فرهنگ غربی و پیشرفت‌های فناورانه در جامعه ایران و نقش روحانیان در جنبش و تکاپوی جامعه ایران پرداخت. این گزارش یک هفته قبل از صدور فرمان مشروطیت چاپ شده بود. در این مقاله به الگوبرداری مردم ایران از ژاپن اشاره شد که توانست با استفاده از الگوهای مدرن، در جنگ با روسیه پیروز شود. این مقاله مظفرالدین‌شاه را پادشاهی مهربان اما مردد دانست که در مقابل خواسته درباریان برای سرکوب مخالفان مقاومت می‌کند، اما یارای برکناری آنها را نیز ندارد. در روز ۱۹ مرداد، روزنامه فیگارو خبر امضای فرمان مشروطیت را در صفحه اول خود منتشر کرد و در مقاله‌ای با قلم فیتس موریس تصمیم مظفرالدین‌شاه را تصمیمی عاقلانه توصیف کرد و سلطنت مطلقه را در جهان رو به زوال دانست.

## منبع‌شناسی